# Дидаровы
Дида́ровы (осет. Дидартæ, Дыдартæ) — осетинская фамилия.

## Происхождение
Родиной Дидаровых является селение Архон Алагирского ущелья. Впоследствии представители фамилии переселились на равнину — города Ардон, Владикавказ, с. Хумалаг, где в настоящее время и проживают их потомки.

## Генеалогия
Родственными фамилиями (осет. æрвадæлтæ) Дидаровых являются Бесоевы и Чехоевы.
Генетическая генеалогия
276952 — Didarov — G2a1a1a1b1 (DYS505=9, YCAII=19,21, DYS438=9, DYS391=9, DYS455=12)
Генотек — Дидаров Сослан Владимирович — G2a1a1a1a1a1b # K1a12
Дидаров — G2-P18 > G2a1a1a1b1 (DYS438=9, DYS391=9)

## Известные носители
- Ахсарбек Хасанбекович Дидаров (р. 1953) — заместитель главы АМС города Владикавказ.
- Сослан Владимирович Дидаров (р. 1994) — депутат Собрания представителей г. Владикавказ РСО-Алания седьмого созыва.